# Klein Luckow
Klein Luckow ist ein Ortsteil der Gemeinde Jatznick im Landkreis Vorpommern-Greifswald im Osten Mecklenburg-Vorpommerns.

## Geografie
Klein Luckow liegt am Südrand des Nördlichen Höhenrückens, einer Endmoräne, die sich ca. 25 Kilometer in West-Ost-Richtung hinzieht (Schanzenberg 125 m ü. NN drei Kilometer westlich von Klein Luckow); an diesen Höhenrücken schließen sich die Brohmer Berge an und im Nordwesten die Ueckermünder Heide. Die Gemarkung Klein Luckows grenzt an die Nordspitze des Bundeslandes Brandenburg. Die Entfernungen zu den ehemaligen Kreisstädten betragen nach Pasewalk 14 Kilometer und nach Strasburg (Uckermark) 10 Kilometer.
Zur ehemaligen Gemeinde Klein Luckow gehörte der Ortsteil Groß Spiegelberg. Etwa 1,5 Kilometer südlich befindet sich der 0,3 Hektar große Katzensee.

## Geschichte
Am 25. Juli 1952 wurde Klein Luckow zusammen mit anderen Gemeinden aus dem brandenburgischen, bis 1945 preußischen Landkreis Prenzlau herausgelöst und dem Kreis Pasewalk im Bezirk Neubrandenburg zugeordnet.
Am 1. Januar 2012 wurden die vormals eigenständigen Gemeinden Blumenhagen und Klein Luckow nach Jatznick eingemeindet.

## Sehenswertes
- Dorfkirche: Frühgotischer Feldsteinbau, Ostgiebel als Blendengiebel mit wenig Backstein in den Bögen der Blenden, Fenster der Seitenwände später erneuert, Hölzerner Kirchturm über dem Westgiebel[2]
- Gutshaus Klein Luckow; ein zweigeschossiges, zehnachsiges Bauwerk mit Walmdach und einem feldsteinverkleideten Sockelgeschoss.

## Verkehrsanbindung
Über die Ostseeautobahn (A 20) ist Klein Luckow über die Anschlussstellen Strasburg oder Pasewalk-Nord zu erreichen, Eisenbahnanschluss besteht im Nachbarort Blumenhagen.

## Persönlichkeiten
- Max von Basse (1854–1940), deutscher Vizeadmiral, ist in Klein Luckow gestorben

- Max Schmeling (1905–2005), deutscher Schwergewichts-Boxweltmeister, ist in Klein Luckow geboren.